# Рижская средняя школа имени Райниса
Вече́рняя (сме́нная) сре́дняя школа № 8 и́мени Ра́йниса (латыш. Rīgas Raiņa 8. vakara (maiņu) vidusskola) — общеобразовательное учреждение в Риге. Современный адрес школы: ул. Krišjāņa Barona, 71, Рига, LV-1001. Директор Юрий Шмидт (латыш. Juris Šmits). В школе в 2009 году обучалось 548 учащихся. В школе имеется один 8-й класс, два 9-х, по шесть 10-х и 11-х и семь 12-х классов. Преподавание ведётся на латышском языке.
Основана в 1927 году рабочими — учащимися этой школы, которые оплачивали помещение, преподавателей и учились по вечерам. С просьбой о разрешении этой самодеятельной школе выдавать аттестаты зрелости, с которыми принимали бы в высшие учебные заведения, рабочие обратились к Райнису, занимавшему в то время пост министра образования. И после того, как Райнис выдал официальный документ о присвоении школе статуса государственной и о разрешении выдачи ею аттестатов зрелости, рабочие назвали школу именем Райниса.
До 2010 года школа находилась в частном здании по адресу: Рига, LV-1011, ул. Гертрудес, дом 32/3. В соответствии с планом переезда школ она должна была переехать в здание, освобождающееся школой им. Льва Толстого.

## Известные выпускники
- Евгений Линар (окончил школу в 1943 году) — доктор медицинских наук, заслуженный учёный Латвии, основоположник внутрижелудочной pH-метрии в СССР.
- Ивар Калныньш (1969) — советский и латвийский актёр театра и кино.